# Neuroni specchio
(Vilayanur S. Ramachandran)

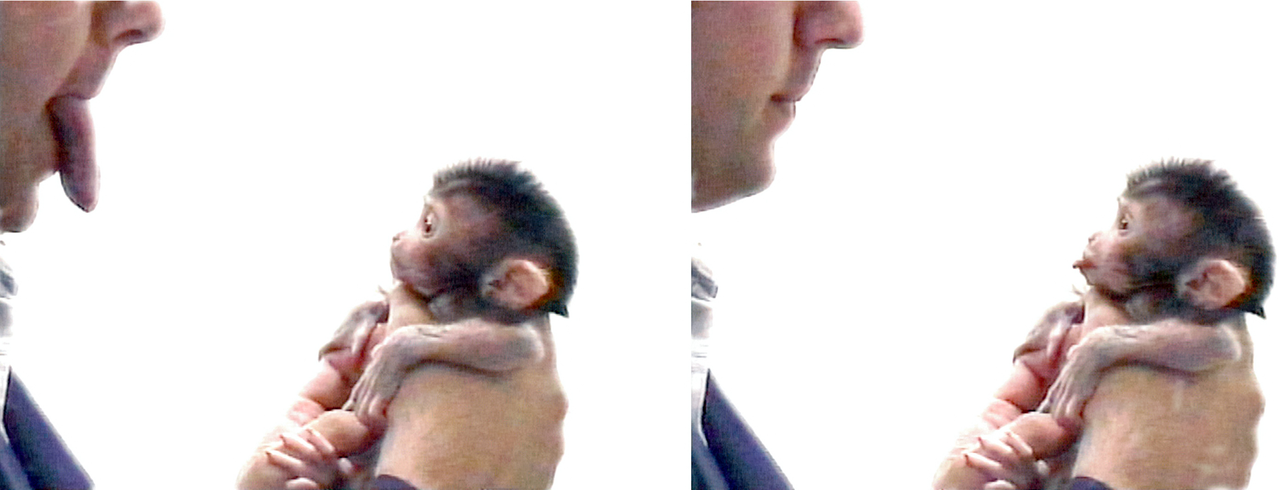
Un cucciolo di macaco imita le espressioni facciali umane.

I neuroni specchio sono una classe di neuroni motori che si attiva involontariamente sia quando un individuo esegue un'azione finalizzata, sia quando lo stesso individuo osserva la medesima azione finalizzata compiuta da un altro soggetto. Sono stati osservati direttamente negli esseri umani e nei primati. Il nome attribuitogli deriva dal fatto che tali neuroni "rispecchiano" la stessa azione, eseguita da sé stessi o da altri individui.
Scoperti tra gli anni ottanta e novanta del XX secolo da un gruppo di ricercatori dell'Università di Parma, i neuroni specchio hanno destato grande interesse nella comunità scientifica, e il cosiddetto "sistema specchio" è stato chiamato in causa per spiegare funzioni cognitive complesse come l'acquisizione del linguaggio, la teoria della mente o l'empatia. Ad oggi, tuttavia, non sono stati proposti modelli neurali o computazionali ampiamente accettati per descrivere come l'attività dei neuroni specchio supporti le funzioni cognitive superiori, e il tema continua a suscitare discussioni tra gli scienziati.

## Introduzione
Nella scimmia i neuroni specchio sono stati localizzati nella circonvoluzione frontale inferiore e nel lobo parietale inferiore. Questi neuroni sono attivi quando le scimmie compiono certe azioni, ma si attivano anche quando esse vedono compiere da altri le stesse azioni. Utilizzando la risonanza magnetica funzionale (fMRI), la stimolazione magnetica transcranica (TMS) e l'elettroencefalografia (EEG), si è dimostrato che nel cervello umano esiste un sistema analogo, cioè una sincronia fra azione e osservazione. Attraverso studi di risonanza magnetica si è visto che i neuroni attivati dall'esecutore durante l'azione sono attivati anche nell'osservatore della medesima azione. Ulteriori indagini sugli esseri umani non solo hanno confermato le attività neuronali sulla base di studi di neuroimmagine, ma hanno anche portato a concludere che tali neuroni sono attivati anche nei portatori di amputazioni o plegie degli arti, nel caso di movimenti degli arti, nonché in soggetti ipovedenti o ciechi: per esempio basta il rumore dell'acqua versata da una brocca in un bicchiere per l'attivazione, nell'individuo cieco, dei medesimi neuroni attivati in chi esegue l'azione del versare l'acqua nel bicchiere.
Questa classe di neuroni è stata individuata nei primati, in alcuni uccelli e nell'uomo. Nell'uomo, oltre ad essere localizzati in aree motorie e premotorie, si trovano anche nell'area di Broca e nella corteccia parietale inferiore. Alcuni neuroscienziati considerano la scoperta dei neuroni specchio una delle più importanti degli ultimi anni nell'ambito delle neuroscienze. Per esempio Ramachandran ha scritto un saggio sulla loro importanza potenziale nello studio dell'imitazione e del linguaggio.
I dubbi sollevati sulla presenza e le proprietà dei neuroni specchio nell'uomo, soprattutto da parte di alcuni studiosi che l'hanno definita "la scoperta più sopravvalutata dalla psicologia", sono stati definitivamente dipanati grazie agli studi effettuati da un'equipe di ricercatori della UCLA alla fine degli anni Duemila. Infatti, prima di allora, era stato possibile studiare i neuroni specchio nell'uomo unicamente per mezzo di tecniche di neuroimmagine ed elettrofisiologiche (EEG), mentre Marco Iacoboni e colleghi della UCLA sono riusciti a verificare e analizzare le loro proprietà e funzioni tramite aghi di profondità inseriti nel cervello umano come era stato fatto con le scimmie.
La funzione del sistema specchio è soggetto di molte ipotesi teoriche. Questi neuroni possono essere importanti per la comprensione delle azioni di altre persone e quindi nell'apprendimento attraverso imitazione. Alcuni ritengono che il sistema specchio possa simulare le azioni osservate e perciò contribuire a una teoria della conoscenza o, come qualcuno la chiama, teoria della mente. Altri pongono i neuroni specchio in relazione con le caratteristiche del linguaggio. È stato anche proposto il collegamento tra il sistema specchio con le patologie della conoscenza e della comunicazione, in particolare l'autismo. Ma, nonostante un decennio di ricerche su questo legame con l'autismo, vi è poca evidenza che lo supporti.

## La scoperta
Tra gli anni '80 e '90 del secolo scorso un gruppo di ricercatori dell'Università di Parma (coordinato da Giacomo Rizzolatti e composto da Luciano Fadiga, Leonardo Fogassi, Vittorio Gallese e Giuseppe Di Pellegrino) iniziò a dedicarsi allo studio della corteccia premotoria. Avevano collocato degli elettrodi nella corteccia frontale inferiore di un macaco per studiare i neuroni specializzati nel controllo dei movimenti della mano, come il raccogliere o il maneggiare oggetti. Durante ogni esperimento era registrato il comportamento dei singoli neuroni nel cervello della scimmia mentre le si permetteva di accedere a frammenti di cibo, in modo da misurare la risposta neuronale a specifici movimenti.
Come molte altre scoperte storiche, anche quella dei neuroni specchio fu dovuta al caso: mentre uno sperimentatore prendeva una banana in un cesto di frutta preparato per esperimenti, alcuni neuroni della scimmia che osservava la scena reagirono. Come poteva essere accaduto, se la scimmia non si era mossa? Fino ad allora si pensava che quei neuroni si attivassero solo per funzioni motorie. In un primo momento gli sperimentatori credettero erroneamente che si trattasse di un difetto nelle misure o un guasto nella strumentazione, ma le reazioni si ripeterono non appena fu reiterata l'azione che aveva innescato l'attività neuronale.
Da allora questo lavoro è stato pubblicato, con l'aggiornamento sulla scoperta di neuroni specchio localizzati in entrambe le regioni parietali frontali inferiori del cervello e confermato.
Nel 1995, Luciano Fadiga, Leonardo Fogassi, Giovanni Pavesi e Giacomo Rizzolatti dimostrarono l'esistenza nell'uomo di un sistema simile a quello trovato nella scimmia. Utilizzando la stimolazione magnetica transcranica trovarono infatti che nell'uomo l’attività della corteccia motoria è facilitata dall'osservazione di azioni e movimenti altrui. Più recentemente, altre prove ottenute tramite fMRI, TMS, EEG e test comportamentali hanno confermato che nel cervello umano esistono sistemi simili e molto sviluppati. Sono state identificate con precisione le regioni che rispondono all'azione/osservazione. Data l'analogia genetica fra primati (compreso l'uomo), non è affatto sorprendente che in essi queste regioni cerebrali siano strettamente analoghe. In realtà vi sono importanti evidenze di comuni origini evolutive per ipotizzare che tali somiglianze siano riconducibili, in termini biologici, ad una vera e propria "omologia". Tuttavia da una ricerca svedese emerge che i software delle fRMI sovrastimano la rappresentazione di attività cerebrale; pertanto l'eventuale conferma che nel cervello umano esistano sistemi simili andrebbe presa con cautela.

### Neuroni specchio nelle scimmie
Il primo animale in cui i neuroni specchio furono individuati e studiati è il macaco. In questa scimmia i neuroni specchio vennero localizzati nella circonvoluzione frontale inferiore (chiamata regione F5) e nel lobo parietale inferiore.
Gli esperimenti hanno provato che i neuroni specchio fanno da mediatori per la comprensione del comportamento altrui. Ad esempio, un neurone specchio che si attiva quando la scimmia strappa un pezzo di carta si attiva anche quando la stessa scimmia vede un'altra (o un altro primate) fare lo stesso gesto o anche se sente soltanto il rumore della carta strappata, senza informazione visuale. Queste proprietà hanno indotto i ricercatori a pensare che i neuroni specchio codifichino concetti astratti per azioni del tipo suddetto ("strappare carta") sia quando l'azione è compiuta direttamente, sia quando giunge l'informazione che l'azione è compiuta da altri.
La funzione dei neuroni specchio nei macachi non è ben compresa, dato che gli individui adulti non sembrano in grado di imparare per imitazione. Esperimenti recenti mostrano che cuccioli di macaco possono imitare i movimenti facciali degli umani solo quando sono neonati e solo durante una finestra temporale limitata (imprinting). Non si sa ancora se i neuroni specchio siano collegati a tipi di comportamento "fine" come questo. Si sa per certo però che nelle scimmie adulte i neuroni specchio permettono loro di capire ciò che un'altra scimmia sta facendo, di riconoscerne l'azione specifica.
Il tentativo di estendere l'ipotesi che l'imitazione dei neonati di macaco sia presente fin dalla nascita anche negli uomini in quanto sarebbe presente questo sistema specchio anche negli uomini è dimostrato dagli studi pionieristici di Meltzoff e Moore, e da numerosi scienziati. Tuttavia uno studio recente ha criticato queste conclusioni, nel maggio 2016, da Janine Oostenbroek e collaboratori, rilevando che in uno studio fatto su 106 neonati,  in 4 tempi diversi: 1, 3, 6, 9, settimane di vita, l'imitazione di alcune espressioni del volto umano da parte dei neonati risulta essere casuale, sebbene l'imitazione della lingua sembra essere effettivamente presente, come una reanalisi dello stesso lavoro da parte di Meltzoff e collaboratori ha dimostrato successivamente.

### I neuronispecchionegli esseri umani
L'osservazione diretta dei neuroni specchio è più articolata nell'uomo che nelle scimmie. Mentre in queste si possono osservare i singoli neuroni, nell'uomo si possono osservare le attivazioni solo attraverso variazioni nel flusso sanguigno dovute ad esse. I primi esperimenti con esseri umani, condotti con immagini di azioni (afferrare, ecc.) prodotte graficamente al computer, diedero risultati deludenti. La ripetizione degli stessi esperimenti con azioni eseguite e osservate fra persone in carne e ossa diede invece risultati più concreti. Affinando le tecniche di indagine e di brain imaging (fMRI) è stata eseguita una localizzazione precisa dei neuroni specchio umani. Le aree contemporaneamente attive durante l'osservazione degli atti altrui sono risultate: 
1. la porzione rostrale anteriore del lobo parietale inferiore;
2. il settore inferiore del giro pre-centrale;
3. il settore posteriore del giro frontale inferiore;
4. in alcuni esperimenti si osservano attività anche in un'area anteriore del giro frontale inferiore;
5. nel solco temporale superiore;
6. nella corteccia pre-motoria dorsale. Questo per quanto riguarda l'azione e l'osservazione di movimenti fondamentali, ancora slegati da comportamenti emotivi.

Esperimenti condotti da Giovanni Buccino e altri nel 2001 dimostrano che nell'uomo l'attivazione dell'area di Broca e di altre aree in presenza di azioni complesse (afferrare per mangiare, dare un calcio a un pallone, prendere oggetti per ordinarli) è senz'altro collegata al linguaggio in un sistema di "risonanza" più complesso di quello della scimmia. La differenza sostanziale è che il sistema umano dei neuroni specchio codifica atti motori transitivi e intransitivi. Nell'uomo, infatti, non è necessaria una effettiva interazione con gli oggetti: i suoi neuroni-specchio si attivano anche quando l'azione è semplicemente mimata. Anche se il loro ruolo primario rimane quello di comprendere le azioni altrui, il contesto umano è più complesso.
Recenti evidenze elettrofisiologiche dirette (registrazioni delle scariche neuronali tramite microelettrodi) hanno mostrato la presenza del sistema specchio nell'uomo in sede parietale e frontale. Nello stesso studio è stata anche trovata la presenza di neuroni specchio in aree non motorie quali l'ippocampo e la corteccia temporale.

## Interpretazioni
Il grande fisico, matematico ed epistemologo Henri Poincaré nel 1913 sosteneva che le coordinate spaziali intorno al nostro corpo e quindi il nostro rapporto con gli oggetti e le persone che ci circondano coinvolgevano le parti fondamentali del nostro sistema nervoso, per cui il coordinamento con il nostro "esterno" non sarebbe una conquista dell'individuo ma della specie.
Da quando i neuroni specchio sono stati scoperti, un grande e giustificato clamore s'è levato sulla loro importanza (cfr. i citati Ramachandran e Rizzolatti). In particolare vi sono state molte ricerche sulla loro evoluzione e sui loro rapporti con l'evoluzione del linguaggio, proprio perché nell'uomo i neuroni specchio sono stati localizzati vicino all'area di Broca. Ciò ha portato alla convinzione (per alcuni la prova) che il linguaggio umano si sia evoluto tramite l'informazione trasmessa con le prestazioni gestuali e che infine il sistema specchio sia stato capace di comprendere e codificare/decodificare. Ormai è certo che tale sistema ha il potenziale necessario per fornire un meccanismo di comprensione delle azioni e per l'apprendimento attraverso l'imitazione e la simulazione del comportamento altrui. In questo senso è opportuno ribadire che il riconoscimento non avviene solo a livello motorio ma con il riconoscimento vero e proprio dell'azione, intesa come evento biofisico.
Come per molte teorie sull'evoluzione del linguaggio, anche in questo caso vi è una discussione aperta per carenza di dimostrazioni evidenti. Le ricerche collegano i neuroni specchio anche alla comprensione dei comportamenti che manifestano un'intenzione non ancora manifestata ma tesa a risultati futuri (previsione di un comportamento immediatamente a venire). Fogassi e altri hanno registrato l'attività di 41 neuroni specchio nel lobo parietale inferiore (IPL) di due macachi rhesus (l'IPL è riconosciuto come parte della corteccia dedicata all'associazione e all'integrazione delle informazioni sensorie). Le scimmie guardarono uno sperimentatore sia afferrare una mela e portarla alla bocca, sia prendere un oggetto e introdurlo in una tazza; 15 neuroni specchio si attivarono vigorosamente nell'osservare l'azione "afferrare per mangiare", mentre non si registrò nessuna attività neuronale nell'osservare l'azione "prendi e introduci".
Per quattro altri neuroni specchio l'inverso si dimostrò "vero": si attivarono in risposta all'azione dello sperimentatore che inseriva la mela nella tazza senza mangiarla. In questo caso l'attività dei neuroni specchio era determinata solo dal tipo d'azione e non dall'aspetto motorio del maneggiare oggetti in un modello comportamentale. Significativamente, i neuroni "scaricarono" prima che la scimmia osservasse il modello umano mentre iniziava la seconda parte dell'atto motorio: portare l'oggetto alla bocca o inserirlo nella tazza. Perciò i neuroni IPL "codificano lo stesso atto (afferrare) in modo diverso a seconda dello scopo finale dell'azione nella quale l'atto è contestuale". In altri termini essi possono fornire una base neurale per predire, in un altro individuo, le azioni susseguenti ad un comportamento dato e l'intenzione che ne sta all'origine.
L'osservazione sulla scimmia e sull'uomo comporta anche evidenti studi sulla possibile evoluzione dei rispettivi sistemi specchio. Nell'uomo, ad esempio, è presente un sistema di espressione delle emozioni più complesso che nelle altre specie, per cui la ricerca si allarga anche al campo della conoscenza dei meccanismi sociali, con la prova che il concetto di "individuo" è assai relativo.

## Prospettive di ricerca
Il meccanismo della comprensione di azioni compiute dagli altri è stato estremamente utile per ampliare il campo di indagine. Gli stessi scopritori dei neuroni specchio hanno dichiarato che proprio la comprensione delle loro caratteristiche di attivazione diretta e pre-riflessiva determina intorno agli individui l'esistenza di uno spazio d'azione condiviso da altri individui, per cui si originano forme di interazione sempre più elaborate. In campo evolutivo evidentemente la formazione di questa capacità di interazione è avvenuta contemporaneamente all'interno dell'organismo biologico come al suo esterno, e questo ci aiuterebbe a capire dove indirizzare le ricerche future, dato che proprio le interazioni si basano su sistemi di neuroni specchio sempre più complessi, articolati e differenziati man mano che li si studia.
La capacità di parti del cervello umano di attivarsi alla percezione delle emozioni altrui, espresse con moti del volto, gesti e suoni; la capacità di codificare istantaneamente questa percezione in termini "viscero-motori", rende ogni individuo in grado di agire in base a un meccanismo neurale per ottenere quella che gli scopritori chiamano "partecipazione empatica". Dunque un comportamento bio-sociale, ad un livello che precede la comunicazione linguistica, il quale caratterizza e soprattutto orienta le relazioni inter-individuali, che sono poi alla base dell'intero comportamento sociale.
Per la verità sembra che questo sia l'indirizzo preminente della "scuola" italiana degli scopritori, mentre la ricerca anglosassone - a parte alcuni esempi in nota - si dà prospettive più variegate e, in genere, tecniche.
Comunque sia, gli ultimi esperimenti hanno confermato che di fronte al comportamento dei soggetti, i neuroni specchio hanno manifestato la loro presenza in aree del cervello più ampie di quelle intraviste all'inizio. Di volta in volta hanno presentato un'architettura e un'organizzazione cellulare diverse, semplice o sofisticata a seconda dei fenomeni emotivi che provocavano la reazione neurale. Perciò, se lo studio precedente del sistema motorio aveva portato la ricerca ad appiattirsi sull'analisi neurofisiologica dei movimenti più che dei comportamenti, individuando "semplicemente" i circuiti neurali preposti al nostro rapporto con le cose, la scoperta dei neuroni specchio e lo studio della loro natura profonda ci permette di fare un salto nella conoscenza del cervello, di gettare le basi per indagare i processi neurali responsabili dei rapporti fra le persone. In pratica si sta scoprendo il complesso meccanismo biologico alla base del nostro comportamento sociale.
È stato anche approfondito lo studio di come, in ambito cinematografico, sia possibile che in presenza di alcune scene che coinvolgono in maniera globale i neuroni specchio, questi si attivino come se fossimo noi stessi a vivere quelle scene tramite l'effetto chiamato simulazione incarnata.
L'intensità della scarica dei neuroni specchio è significativamente diversa durante l'esecuzione dell'atto rispetto all'osservazione dell'atto. Perciò i neuroni specchio sono in grado di distinguere fra agente ed osservatore.